# Skåpesundsbron
Skåpesundsbron förbinder öarna Tjörn och Orust i Bohuslän och är 248 meter lång. Skåpesundsbron ligger vid småorten Skåpesund på Tjörn. 
Den första bron byggdes 1938 och invigdes sommaren 1939. Den nya bron stod klar 1981.
Skåpesundsbron är målgång för kappseglingen Tjörn Runt.

## Skåpesundsbroolyckan 1971
En februarimorgon 1971 var en dansk lastbilsförare på väg över Skåpesundsbron med serietidningar, symaskiner, målarfärg och cigaretter i lasten. Mitt på bron fick han sladd och lastbilen körde rakt igenom sidoräcket. Dragbilen blev hängande 20 meter ovanför vattnet, enbart i draget till släpvagnen. Den lokala brandkåren surrade fast släpvagnen så att den inte skulle rulla efter av tyngden från dragbilen. Det tog sedan två timmar innan man lyckades fira ner en räddningssele till hytten där föraren fortfarande befann sig. Väl på Kungälvs lasarett kunde man konstatera att han inte hade ådragit sig några allvarliga skador, och kunde senare skickas hem till Danmark igen. 
På grund av olyckan och publiciteten snabbades arbetet på med att konstruera en ny bro som skulle vara bredare och tåla större påfrestningar vid en kollision med räcket. Den nya bron stod klar 1981.